# Bernabé Adolfo Palacios
Bernabé Adolfo Palacios (Morón, Provincia de Buenos Aires, Argentina, 15 de noviembre de 1945-Buenos Aires, 20 de mayo de 2022) fue un futbolista argentino. Jugaba de arquero. Integró los planteles campeones de Primera División de Chacarita Juniors en 1969 (como suplente de Jorge Petrocelli), y de Quilmes en 1978 como titular del puesto.

## Como futbolista. Jugó en Once Caldas llamado Cristal Caldas de la ciudad de Manizales en el departamento de Caldas en Colombia. Por Wilson Cardona
- 1967 Comunicaciones
- 1969 Chacarita Juniors
- 1970-1975 Comunicaciones
- 1976-1981 Quilmes

## Palmarés
| Equipo            | Campeonato                       | Puesto  | Ref.  |
| ----------------- | -------------------------------- | ------- | ----- |
| Chacarita Juniors | Campeonato Metropolitano de 1969 | Campeón | [ 2 ] |
| Quilmes           | Campeonato Metropolitano 1978    | Campeón | [ 3 ] |